# Мордехай Фрізіс

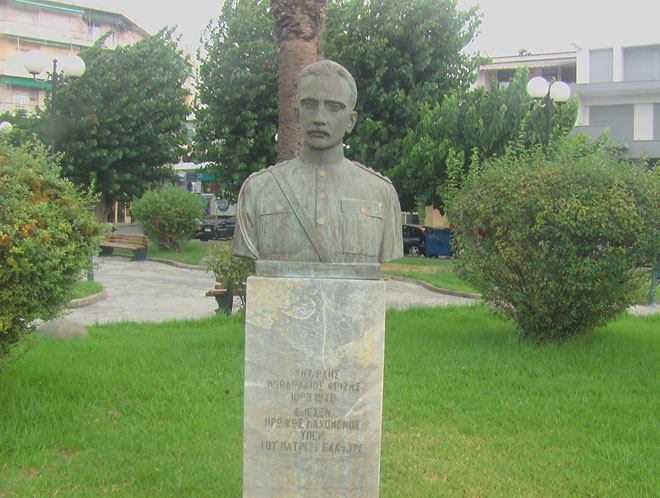
Бюст Мордехая Фрізіса в Халкіді

Мордехай Фрізіс, або Мардохей Фрізіс (грец. Μαρδοχαίος Φριζής, 1 січня 1893, Халкіда — 5 грудня 1940) — грецький військовик єврейського походження, полковник, герой греко-італійської війни 1940 року.

## Біографія
Мордехай Фрізіс народився в родині Якова Фрізіса, один з 12 синів, мав також 1 сестру. Здобув освіту в Афінському університеті, за фахом правник. Батьки мріяли про кар'єру юриста, проте вже в добу Балканських воєн 1912-1913 років Мордехай сам обрав свій шлях. 1916 року він вступив у корпус підготовки офіцерів в Евбеї.
Під час греко-турецької війни 1919—1922 років лейтенанта Фрізіса захопили турки. Оскільки Фрізіс не був християнином, йому запропонували свободу, проте він відмовився та 11 місяців залишався в полоні разом із іншими солдатами.
28 жовтня 1940 року розпочалась Італо-грецька війна, яка ознаменувала собою початок Балканської кампанії Другої світової війни. До того часу Італія вже захопила Албанію, яка межувала із грецьким Епіром. Італійський посол в Афінах передав Іоаннісу Метаксасу ультимативну вимогу Муссоліні здатися, на що прем'єр-міністр Греції відповів категоричної відмовою (28 жовтня нині святкується в Греції як День Охі - День «Ні»). Таким чином того самого дня Італія напала на Грецію з Албанії.
Мордехай Фрізіс вже мав звання майора у грецькій армії, що базувалась в Яніні, Епір. Після 28 жовтня він особисто командував самостійним підрозділом, який намагався стримати італійський наступ з Албанії через вузькі долини й ущелини Північної Греції. Солдати Фрізіса називали себе «фрізенцями». Вони першими стикнулися із італійцями 4 грудня 1940 року під час переходу гірської річки Бистриця. Фрізіс був смертельно поранений, але залишався верхи на коні і не покинув свій загін до останніх хвилин життя.

## Вшанування пам'яті
Полковник Мордехай Фрізіс став першим офіцером грецької армії, загиблим в ході Другої світової війни. Вже 17 грудня 1940 року газета «Врадині» написала, що ім'я Мордехая Фрізіса вписане золотими літерами в пантеон героїв, які віддали свої життя за незалежність Греції.
2002 року останки Мордехая Фрізіса були перевезені з Албанії в Грецію. 2004 року разом із іншими військовиками він похований на єврейському кладовищі міста Салоніки як національний герой. На поховальній церемонії був присутнім зокрема президент Греції Константінос Стефанопулос.
Пам'ятник полковнику Мордехаю Фрізісу встановлений перед Національним військовим музеєм в Афінах. 6 червня 2007 року бюст Мордехая Фрізіса урочисто відкрито в Салоніках. 26 вересня 2010 року президент Греції Каролос Папульяс відкрив бюст Мордехая Фрізіса в місті Халкіда.